# Мыльченко, Артём Сергеевич
Артём Сергеевич Мыльченко (укр. Мильченко Артём Сергійович; род. 22 июля 2000, Комсомольск, Полтавская область) — украинский футболист, полузащитник батумского «Динамо».

## Карьера

### Начало карьеры
Воспитанник футбольной академии харьковского «Металлиста», где в период с 2013 по 2016 год выступал в детско-юношеской футбольной лиге. В 2014 году футболист ненадолго перебрался в клуб «Горняк-Спорт», вместе с которым выступал в юношеском чемпионате Полтавской области. В 2016 году футболист перебрался в структуру киевского «Динамо», где представлял конды до 17 лет и до 19 лет. В марте 2018 года футболист перешёл в луганскую «Зарю». В клубе футболист преимущественно выступал за юношескую и молодёжную команды, а также привлекался к матчам с основной командой, однако за клуб футболист так и не дебютировал.

### «Горняк-Спорт»
В июле 2021 года футболист перешёл в «Горняк-Спорт». Дебютировал за клуб 24 июля 2021 года в матче против «Краматорска», выйдя на поле в стартовом составе. Футболист сразу де закрепился в основной команде клуба, став одним из ключевых игроков. Дебютный гол за клуб забил 25 октября 2021 года в матче против клуба «ВПК-Агро». Вместе с клубом футболист закончил чемпионат с 2 голами в своём активе.

### «Львов»
В августе 2022 года футболист стал игроком «Львова». Дебютировал за клуб 27 августа 2022 года в матче против луганской «Зари», выйдя на поле в стартовом составе. Дебютный гол за клуб забил 9 апреля 2023 года в матче против клуба «Днепр-1». На протяжении всего сезона футболист был одним из ключевых игроков львовского клуба, однако закончил чемпионат на итоговом последнем месте, в котором футболист отличился своим единственным забитым голом. Вскоре футболист покинул клуб, а «Львов» по итогу был расформирован.

### «Валмиера»
В августе 2023 года появилась информация о том, что футболист продолжит карьеру в латвийской «Валмиере». Вскоре футболист официально присоединился к латвийскому клубу. Дебютировал за клуб 2 сентября 2023 года в матче против клуба РФС, выйдя на замену на 55 минуте. Футболист быстро смог закрепиться в основной команде клуба, однако выступал преимущественно как игрок замены. По итогу сезона вместе с клубом закончил чемпионат на итоговом четвёртом месте, результативными действиями не отличившись. По окончании сезона футболист покинул латвийский клуб.